# Rachele Brooke Smith
Rachele Brooke Smith (7 novembre 1987) è un'attrice, ballerina e youtuber statunitense.

## Biografia
Rachele, seconda di cinque figli, cresce in Arizona sviluppando una vasta gamma di interessi tra i quali lo sci, il tennis, la break dance e l'insegnamento. Si diploma nel 2006 e continua la sua formazione nello Utah laureandosi prima in psicologia e portando avanti un master in Human Services e Management.
Dal suo arrivo a Hollywood Rachele Brooke Smith è stata scritturata come ballerina nell'adattamento di Robert Zemeckis di A Christmas Carol, nella commedia con Zac Efron 17 Again - Ritorno al liceo, in Alvin Superstar 2, Iron Man 2 e nel musical Burlesque con Cher e Christina Aguilera.
Nel 2008 è la protagonista in Center Stage: Turn It Up, il sequel di Il ritmo del successo, nel ruolo di Kate Parker e l'anno successivo è apparsa in Ragazze nel pallone - Lotta finale come Avery al fianco di Christina Milian e attualmente risulta impegnata nel ruolo da protagonista in Beach Bar. 
Nel 2007 avvenne il suo debutto televisivo in Acting Out come guest-star e successivamente in fortunate serie televisive come Glee e How I Met Your Mother.
Recentemente è apparsa nei video musicali di John Legend e André 3000.

## Filmografia

### Cinema
- Fired Up! - Ragazzi pon pon, regia di Will Gluck (2009)
- 17 Again - Ritorno al liceo, regia di Burr Steers (2009)
- Ragazze nel pallone - Lotta finale, regia di Bille Woodruff (2009)
- Alvin Superstar 2, regia di Betty Thomas (2009)
- Iron Man 2, regia di Jon Favreau (2010)
- Burlesque, regia di Steve Antin (2010)
- The Cloth, regia di Justin Price (2013)
- The Nice Guys, regia di Shane Black (2016)

### Televisione
- Glee - serie TV, episodio 2x02 (2010)
- How I Met Your Mother - serie TV, episodio 6x10 (2010)
- Entourage - serie TV, episodio 8x07 (2011)
- Anger Management - serie TV, episodio 2x45 (2013)
- Scream Queens - serie TV, episodio 1x10 (2015)
- Atomic Shark - Film TV, regia di Lisa Palenica (2016)